# Riemer van der Velde
Riemer van der Velde (* 28. Oktober 1940 in Bakkeveen, Niederlande) ist ein niederländischer Unternehmer und ehemaliger Fußballfunktionär, der zeitweilig auch als Profispieler aktiv war. Van der Velde war mehr als zwanzig Jahre lang Vorsitzender des friesischen Vereins SC Heerenveen. Er professionalisierte den Provinzklub und sorgte dafür, dass aus dem Zweitligaverein ein fester Bestandteil der niederländischen Eredivisie wurde. Nach seinem Ausscheiden wurde er Ehrenvorsitzender des Klubs.

## Leben und Wirken
Van der Velde wurde in einem Dorf nordöstlich von Heerenveen geboren; sein Vater Fokke hatte eine Bäckerei und einen Krämerladen in Bakkeveen. Schon in jungen Jahren halfen Riemer van der Velde und sein zwei Jahre älterer Bruder Wytze in den Geschäften ihrer Eltern. Riemer besuchte nach der Grund- und weiterführenden Schule eine Handelsschule. Anschließend leistete er Militärdienst als Koch beim Nachschub in Haarlem. Nebenher spielte van der Velde beim Verein aus Bakkeveen Fußball, als Mittelstürmer. Johan Derksen, Sportjournalist und ehemaliger Profi, attestiert van der Velde – gegen den er selbst gespielt hatte –, „ein begnadeter Fußballer“ gewesen zu sein. Van der Velde spielte später eine Saison lang in der niederländischen zweiten Liga bei der Groninger Sport Vereniging Be Quick 1887, konnte sich dort jedoch nicht durchsetzen. Die zweite große Leidenschaft Riemer van der Veldes war der Motorsport, er fuhr Grasbahnrennen. Bis 1972 war er hier aktiv, danach blieb er dem Motorsport bis 1981 als Funktionär und Sponsor treu.
1963 gründeten Vater und Sohn einen Großhandel für Hotel- und Gaststättenbedarf, der zunächst Caraco-Eis vertrieb und bis zum Verkauf 1997 an die Sligro Food Group auf mehr als 200 Mitarbeiter anwuchs. 1964 lernte er Annie Idzinga kennen, eine friesische Korfballspielerin. Nachdem sie bereits zehn Jahre zusammen gewesen waren, heirateten sie 1974.
Auf Initiative eines örtlichen Autohändlers wandte sich der hoch verschuldete SC Heerenveen 1983 an van der Velde. Der Unternehmer wurde im September 1983 Vorsitzender des Vereins aus der damals etwa 37.000 Einwohner zählenden Gemeinde und begann eine völlige Umstrukturierung des Klubs. Innerhalb kürzester Zeit fand der erfahrene Geschäftsmann eine Lösung für den Abbau der Schulden von mehr als 1,6 Millionen Gulden (bei einem Umsatz von weniger als einer Million), mithilfe der Rabobank, der Gemeinde Heerenveen und der Finanzbehörden. Nachdem auch noch Mittelfeldregisseur Eddy Bosman an die Go Ahead Eagles verkauft werden konnte, hatte van der Velde den Verein innerhalb eines guten halben Jahres saniert. Der neue Vorsitzende wollte aber mehr. Die „graue Maus“ der zweiten Liga sollte zu einer Institution des niederländischen Fußballs werden. Dank seines Fußballverstandes sollte dieses auch gelingen.

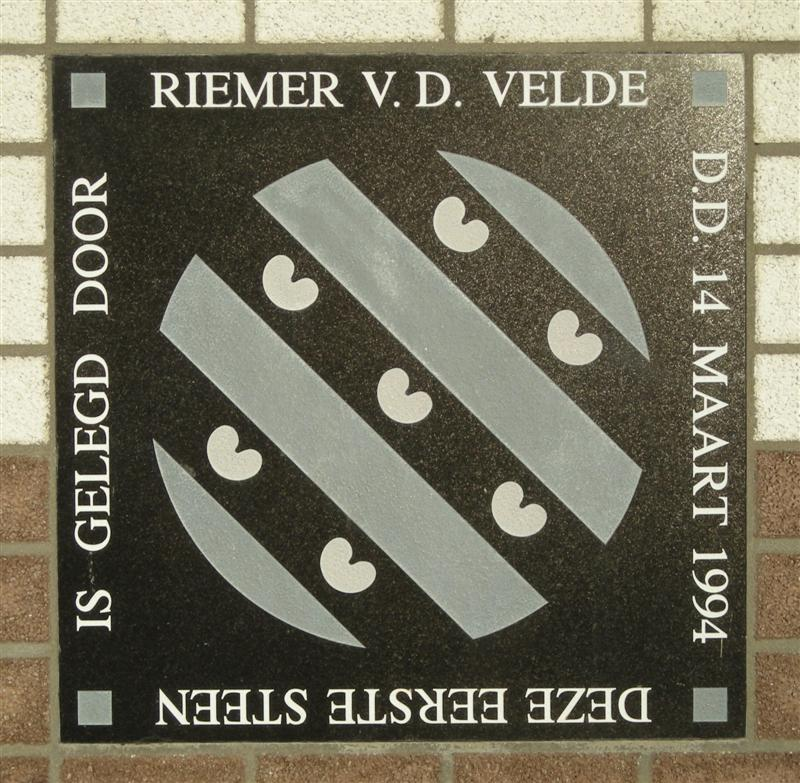
Von Riemer van der Velde gelegter Grundstein des Abe-Lenstra-Stadions

Riemer van der Velde holte 1985 seinen Landsmann Foppe de Haan als Trainer der Erstligamannschaft. De Haan stammt aus einem Nachbardorf von Bakkeveen; er hatte in den 1960er Jahren bei der vv Heerenveen gespielt und war in den 1970ern kurzzeitig Jugendtrainer im Verein gewesen. De Haan blieb bis 2004 – zeitweilig als Trainer und Manager, zeitweilig als Sportdirektor. Gemeinsam etablierten sie ein Scoutingsystem, das junge Talente fand, die später gewinnbringend zu größeren Vereinen wechselten, darunter Jon Dahl Tomasson, Ruud van Nistelrooij, Daniel Jensen, Danijel Pranjić und Klaas-Jan Huntelaar. Gemeinsam feierten de Haan und van der Velde die bis dato größten Erfolge des SC Heerenveen: den ersten Aufstieg in die Eredivisie 1990, den zweiten Aufstieg 1993 mit gleichzeitigem Erreichen des KNVB-Pokalfinals, die ersten Teilnahmen am UI-Cup, 1998/99 die Teilnahme am Europapokal der Pokalsieger, den zweiten Platz in der Eredivisie 2000 und damit die erstmalige Teilnahme an der Champions League.
Van der Velde machte Abe Lenstra zur Integrationsfigur des Vereins, den ehemaligen Starspieler, der mittlerweile durch einen Schlaganfall auf einen Rollstuhl angewiesen war. Lenstra besuchte in seinen letzten Lebensjahren regelmäßig die Spiele des sc Heereveen, van der Velde selbst schob im Stadion seinen Rollstuhl. Nach Lenstras Tod veranlasste er, dass der Sportpark in Abe-Lenstra-Stadion umbenannt wurde; auch das 1994 eröffnete neue Stadion erhielt diesen Namen, ein Standbild Lenstras wurde vor dem Haupteingang errichtet.
Als Riemer van der Velde 2006 den Vorsitz abgab, hatte er den Verein unter den ersten Klubs in den Niederlanden etabliert. Er wurde zum Offizier, seine Frau Annie zum Mitglied des Ordens von Oranien-Nassau ernannt. Mittlerweile ist er Ehrenvorsitzender des SC Heerenveen und steht seinem Verein als Berater zur Seite.